# Allerup Kirke
Allerup Kirke ligger i landsbyen Allerup ca. 5 km sydøst for Odense, i Allerup Sogn i Odense Kommune. Den var i middelalderen viet til Skt. Jakob. Kirken er omtalt i middelalderlige kilder i relation til talrige afladsbreve den modtog i tiden mellem 1307 og 1433. Disse kan formentlig opfattes som indsamling af midler til byggearbejder på kirken, og de ældste afladsbreve måske ligefrem til selve opførelsen af den nuværende bygning.
Ved reformationen 1536 må kirken være overgået til Kronen. Siden ejede Christoffer Gabel kirken frem til sin død 1673, og den blev 1686 udredt herfra til svigersønnen Jørgen Rantzau. 1785 var kirken i generalløjtnant Hans Adolph von Ahlefeldt til Bramstrups eje. Kirken lå blot til Bramstrup frem til 1798, da den blev solgt til kancelliråd Johan Jacob Mylius. 1831 var den ejet af Christian Andreas Vind til Sanderumgård og forblev i denne families eje frem til overgangen til selveje 1909.
Kirken har siden 1555 haft Davinde som annekskirke.
En runesten sad ifølge Ole Worm 1643 "på vestsiden af kirken", hvilket dog muligvis er lidt upræcist, da Resen 1677 anførte, at stenen stod ved broen over åløbet nogle hundrede meter fra kirken. Den målte cirka 76x31 cm og havde en ufuldstændig indskrift: »… sun, Þōlfs, hann hændi stēn Þannsi ā … … satti æft fadur [o]k mōdur Tonnu« (Tholfs søn, han tog denne sten i … (og) satte den efter (sin) fader og (sin) moder Tonne(?)).

## Bygning
Kirken er en senromansk-unggotisk teglstenskirke opført i 1300-tallets første fjerdedel. Den består af et 5,7 meter langt kor og et ca. 14,5 meter langt skib, der begge blev forhøjet og overhvælvet o. 1450-60. Tårnet blev rejst i vest o. 1495-1505 og kort efter blev våbenhuset tilføjet. Af bevarede detaljer af den oprindelige bygning kan nævnes korets nordvindue (særligt udvendigt), til dels skibets nordvestre vindue og ikke mindst de fire murede vægnicher i koret. To koblede østvinduer blev tilmuret i senmiddelalderen (senest da altertavlen blev anskaffet).

Nedrevet romansk kirke. Den stående kirke har afløst en ældre, romansk bygning med apsis i øst. Af denne bygning er genanvendt nogle granitkvadre, i såvel det stående kor og skib som i tårnet. I alle tilfælde er der tilsyneladende tale om sokkelsten, hvilket tyder på, at den romanske kirke var opført i (overvejende) teglsten på en granitsokkel, sådan som det kendes fra egnen. Blandt det genanvendte materiale er fem krumme kvadre, som viser at den romanske kirke havde en apside.

## Inventar
Kirkens ældste inventargenstand er det murede alterbord fra 1300-tallet. Fra senmiddelalderen stammer et vægskab i koret, klokken fra 1504 og altertavlen fra cirka 1525. Denne er en skabsaltertavle med en folkerig fremstilling af Korsfæstelsen i midtskabet, der blandt andet rummer en fremstilling af den blinde Longinus, der med sin lanse stikker i Jesu' side og Pontius Pilatus til hest og omgivet af ryttere. I fløjene er traditionen tro figurer af apostlene opstillet i to rækker. Som noget ret specielt er skabsaltertavlen blevet tilføjet en kvartcirkulær baldakin, der er bygget sammen med en af korets tværgående støttebjælker.
Prædikestolen er fra 1570'erne og bærer Brockenhuus og Skrams(?) våbener. Alterstagerne blev skænket 1581 af sognepræsten, Peter Hansen Fjellerup. Stolestaderne er fra o. 1609, men blev suppleret på et tidspunkt efter 1631. Alterkalken er udført af sølvsmed Oluf Clausen Lund fra Odense på et tidspunkt mellem 1707 og 1727.

## Gravminder
Kirkens gravminder tæller fire gravsten med fra tiden o. 1589-o. 1641, heraf flere med latinske indskrifter. Den største af gravstenene er fra o. 1641 og lagt over Anne Jørgensdatter og hendes to ægtefæller, sognepræst Laurits Olufsen (død 1626) og Jørgen Jørgensen (død 1641). Desuden er en gravramme fra 1573 nedfældet i skibets gulv. Den blev skåret til senere brug ved sognepræst Peter Hansen Fjellerups begravelse.
Allerup Kirke blev fotograferet fra luften i 1939.
- Allerup Kirke fra sydvest
- Allerup Kirke fra vest
- Allerup Kirke fra nordøst

- Allerup Kirke fra øst
- Allerup Kirkes tårn fra nord
- Allerup Kirkes tårn fra syd

- Sidedør på Allerup Kirke
- Tårndør på Allerup Kirke